# Phyllophaga ueiacayoca
Phyllophaga ueiacayoca är en skalbaggsart som beskrevs av Moron 1992. Phyllophaga ueiacayoca ingår i släktet Phyllophaga och familjen Melolonthidae. Inga underarter finns listade i Catalogue of Life.